# Acceso al East Side
El East Side Access o Acceso al East Side es un proyecto público que está bajo la Autoridad Metropolitana del Transporte (MTA) en la ciudad de Nueva York, diseñado para traer  el Ferrocarril de Long Island (LIRR) a la nueva estación del East Side  que se construirá e incorporará a la Terminal Grand Central en Manhattan.

## Propósito
El acceso al East Side de Manhattan ha sido uno de los deseos de los transeúntes de la LIRR que trabajan en el East Side de Manhattan pero que deben usar la terminal en Manhattan del Ferrocarril de Long Island Rail en la congestionada Estación Pensilvania, en el West Side que es compartido con los transeúntes de Amtrak y el NJ Transit. En un estudio de 1998 mostró que el 36% de todos los trabajos en Midtown están en distancias cortas a la Estación Pensilvania, mientras que el 70% están en distancias cortas a la Terminal Grand Central Terminal, la otra principal terminal en Manhattan. El servicio directo al East Side permitirá que los transeúntes caminen a sus trabajos, y los otros usen el metro y transferencias de autobuses, disminuyendo a 40 minutos la distancia que viajan al día. Además, la nueva terminal en Manhattan incrementaría la capacidad de usuarios en la LIRR.
La nueva estación de la IRR en el East Side bajo la Terminal Grand Central ofrecerá nuevas entradas, un vestíbulo, ocho vías en cuatro plataformas inferiores en vez de las actuales vías en el nivel inferior del Ferrocarril Metro-North, y un entrepiso. Esta estación permitirá un acceso fácil a los transeúntes que viajan entre el Ferrocarril de Long Island en Long Island, Ferrocarril Metro-North (en el Bronx, condado de Westchester, el Valle Hudsony Connecticut), y el metro de la ciudad de Nueva York.  La nueva terminal incrementará el número de vías en la Grand Central de 67 a 75, y tendrá escaleras eléctricas más modernas.
Al principio el proyecto del Acceso al East Side (ESA) suponía reducir la congestión en la Estación Penn y permitir a los trenes del Metro-North (MNR) ofrecer servicio a esa estación  vía la antigua Línea West Side del New York Central y la Línea Hell Gate del Ferrocarril de Nueva York, New Haven y Hartford, actualmente usadas por Amtrak. Sin embargo, debido al incremento de usuarios en la LIRR, el proyecto del East Side ES sólo agregará las necesidades principales a la LIRR.  Los planes de la MNR aun contemplan un servicio a la Estación Penn, pero lo más probable es que esperen a que el New Jersey Transit complete su proyecto del Túnel Trans-Hudson Express, que — aunque también incrementará el tráfico del New Jersey Transit entre Nueva Jersey y la ciudad de Nueva York — también ampliará la Estación Penn Station.

## Inflación del coste e impacto comunitario

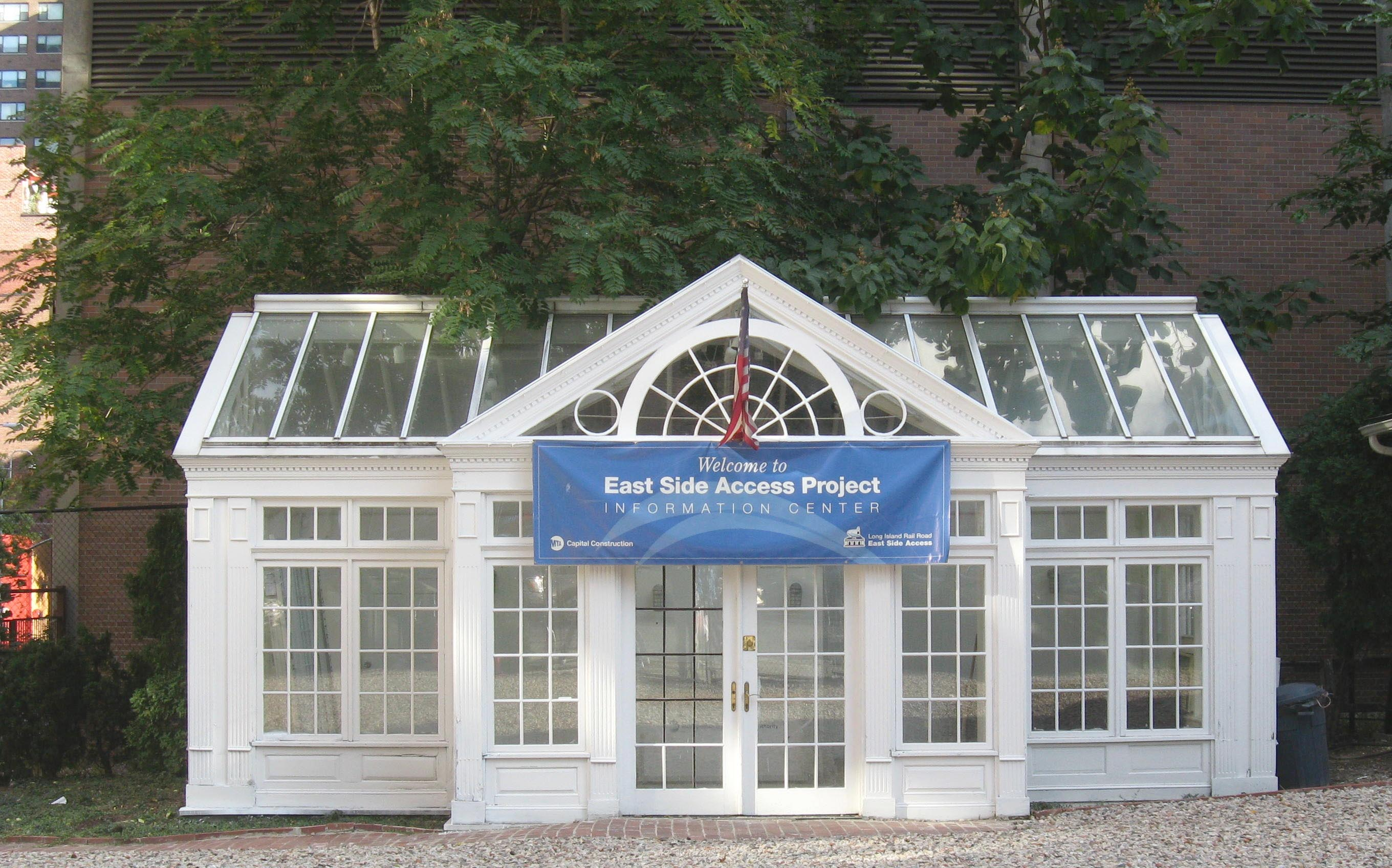
Centro de Información del Proyecto Acceso al East Side.

El coste del proyecto Acceso al East Side incrementó de $3 mil millones en 1998 a US$6.3 mil millones en 2006. El trabajo aún continua y se espera que terminen en 2015.
Dado el gran tamaño del proyecto, el plan ha despertado inquietudes y oposiciones. En 2005,  empresas y el Cardenal Edward Egan comenzaron a expresar sus preocupaciones sobre las construcciones de túneles. Egan, en particular, estaba preocupado por el impacto en la Catedral de San Patricio, frente a la Quinta Avenida y detrás de la Avenida Madison al norte de la Calle 50. El proyecto propone que se coloque un ventilador de aire al sur de la Calle 50 y al este de la Avenida Madison, a las afueras del actual patio de maniobra ferroviario.

## Efectos
El Acceso al East Side probablemente afecte a las personas que transitan en Manhattan ya que podría provocar que la ya atestada línea de la Avenida Lexington, la única línea en el East Side, al igual que la única ruta de superficie en el East Sidel se llene aún más. El proyecto, por lo tanto, se centró en la atención del retrasado proyecto de la Línea de la Segunda Avenida a lo largo del East Side de Manhattan, que está actualmente en construcción. Se espera que ayude a disminuir el tráfico de norte y sur de la Terminal Grand Central.
A la misma vez, el Acceso al East Side reducirá la carga de los trenes del servicio E entre la Estación Pennsylvania y el Este de Midtown.